# Diocèse d'Astorga
Le diocèse d'Astorga (en latin : diœcesis Asturicensis ; en espagnol : diócesis de Astorga) est un diocèse de l'Église catholique en Espagne, suffragant de l'archidiocèse d'Oviedo.

## Territoire

Carte des diocèses d'Espagne avec le diocèse d'Astorga en rouge.

Le diocèse d'Astorga est suffragant de l'archidiocèse d'Oviedo avec son évêché à Astorga où se trouve la cathédrale Sainte-Marie, le territoire du diocèse couvre une superficie de 11683 km2 avec 974 paroisses regroupées en 4 archidiaconés : Astorga, Bierzo, Galicia et Zamora. 
Il est situé dans une partie de la province de Zamora avec les comarques de La Carballeda (es), de Tierra de Tábara (es), de Benavente y Los Valles (es) (sauf Barcial del Barco, Benavente, Bretó, Castrogonzalo, Fuentes de Ropel, Matilla de Arzón, Villanueva de Azoague, San Cristóbal de Entreviñas, Santovenia, Villaveza del Agua), de Senabria (sauf San Martín), d'Aliste (seulement les deux villes de Mahide et Riofrío) ; dans la province de León avec les comarques de Maragatería , de Bierzo, de La Cepeda (es), Tierra de La Bañeza (es), une partie des comarques de Ribera del Órbigo (sauf Carrizo de la Ribera, Cimanes del Tejar, Llamas de la Ribera du diocèse de León) de Paramo Léones, et de La Sequeda, et dans la province d'Ourense avec les comarques de Valdeorras (es), de Tierra de Trives (es) (sauf San Juan del Río du diocèse d'Orense) et la Viana (es) (sauf A Gudiña et A Mezquita du diocèse d'Orense).

## Histoire
C'est l'un des plus anciens diocèses d'Espagne ; sans compter les traditions anciennes parlant de la fondation par saint Jacques le Majeur ou les fausses chroniques inventées au XVIIe siècle qui mentionnent saint Ephrem et d'autres évêques légendaires. Le 1er évêque dont on possède des preuves documentées est Basilide (es), évêque libellatique lors des persécutions ordonnées par Dèce, ce qui a nécessité l'intervention de Cyprien de Carthage et du pape Étienne Ier. Sabin, 2e évêque, siège pendant les répressions de Valérien, il est contemporain de sainte Marthe, vierge et martyre en 251, actuellement patronne de la ville d'Astorga. Le diocèse est également représenté au concile d'Elvire, le premier célébré par l'Église chrétienne en Hispanie dans le contexte des persécutions de Dioclétien. Saint Toribio, dans sa correspondance avec Hydace de Chaves, mentionne la présence de priscillianistes dans son diocèse et fut témoin de la conversion du royaume suève de Rémismond à l'arianisme. Ce même évêque restaure les temples détruits par Théodoric II et rapporte de Jérusalem un fragment de la Vraie Croix maintenant vénérée dans le monastère de Santo Toribio de Liébana.
Le premier Concile de Lugo convoqué par le roi Théodemir érige le diocèse de Lugo en diocèse métropolitain avec Astorga comme l'un de ses suffragants, bien que cela n'ait pas duré longtemps car à l'époque de l'évêque Polemio, le diocèse est suffragant de l'archidiocèse de Braga. En 586, le royaume souabe est conquis par Léovigild qui l'annexe au royaume wisigoth de Tolède. Trois ans plus tard, le roi Récarède Ier convoque le troisième concile de Tolède qui déclare le catholicisme religion officielle avec la présence de Talasio comme prélat d'Astorga. Le VIIe siècle est connu pour l'expansion de monachisme dans le Bierzo, le plus connu est saint Fructueux de Braga, fondateur du monastère de San Pedro de Montes (es) et son disciple saint Valère du Bierzo.
Les documents du diocèse sont perdus après l'évêque Aurelio (693). En 711 a lieu l'invasion musulmane et peu après commence la Reconquista et l'expansion du royaume des Asturies. Astorga est reconquis sous le règne d' Alphonse Ier et le diocèse est certainement restauré en 747 bien que sa repopulation n'ait commencé que 100 ans plus tard sous le règne de Ramire Ier (842-850).
Le Xe siècle voit refleurir le monachisme avec Gennade d'Astorga, Fort d'Astorga (es) et la construction des monastères de Saint-Michel d'Escalada, Santo Tomás de las Ollas (es), Santiago de Peñalba et la rénovation de Santa Leocadia de Castaneda dans le style appelé plus tard art de repeuplement. En 953, Ordoño III de León érige le diocèse de Simancas (es) mais Ramire III de León le supprime en 974 et rétablit les choses à leur état précédent.

## Source
- (es) Cet article est partiellement ou en totalité issu de l’article de Wikipédia en espagnol intitulé « Diócesis de Astorga » (voir la liste des auteurs).